# 楊玉科
楊玉科（1838年—1885年），字雲階，湖南善化（長沙縣）人，自幼寄籍雲南麗江营盘街（今属兰坪县）。曾平定杜文秀以及對抗法軍。

## 生平事蹟
楊玉科早年家贫，以替商贩背运锅盐为生。人称“杨背锅”。同治初年，入清军滇营，成为團練義勇的一員，隶维西协都司和耀曾（纳西族）麾下。同治三年（1864年），随代理云南布政使岑毓英镇压曲靖穆斯林起义，以勇武获岑毓英赏识，拔任队长，保千总，充营官，擢为前锋、守备。同治四年（1865年），署维西协，杀李祖裕，从此显名。後來在丽江、鹤庆被杜文秀部重创。后屡次与杜文秀交兵，升任游击、参将。同治七年（1868年），杜文秀率軍包圍昆明，杨玉科率軍绕道四川会理攻武定、元谋、大姚、嵩明等七地，袭击杜文秀后路，迫使杜文秀军隊不再包圍昆明。擢至总兵，清廷赐号“励勇巴图鲁”。同治九年（1870年），连取剑川、宾川、蒙化（今巍山）等十一地，形成对义军大本营大理的包围。同治十一年（1872年），後來又隨軍至杜文秀部所在的大理，掘隧道攻佔大理城，迫杜文秀自杀，灭义军，升记名提督，御赐黄马褂，赏给一等轻车都尉世职。同治十三年（1874年），入觐，获穆宗殿见。光绪元年（1875年），署云南提督，参与搜捕腾越厅（今腾冲）属击毙英殖民侵略者马嘉理的边民，奉命镇压邓川州（今洱源县邓川）、腾越人民起义。光绪二年（1876年）出任高州总兵，署提督。光绪十年（1884年），中法战争爆发，自广东率广武军三营出镇南关（今友谊关），进驻谅山，与法国殖民军激战。因为广西巡抚潘鼎新放弃谷松、观音桥、车里、谅山撤退，他孤军奋战。法军抵达镇南关。次年正月，杨玉科出关迎战，在與法軍作戰時中炮阵亡，妻子牛氏殉夫。追赠太子太保，谥号武愍。在大理、镇南关建祠祭祀。他跟随岑毓英学习《左传》。在驻军处捐资疏浚河渠，改建书院。在云南西部兴办工商业。著有《从征纪略》二卷，其侄汝翼书有《杨武愍公讨法夷死事节略》一卷。